# Mara Domínguez
Mara Domínguez (n. San Jorge, Provincia de Santa Fe, Argentina, 27 de enero de 1990) es una futbolista argentina que juega como delantera en el Club Atlético Unión de la Primera División de la Liga Santafesina.

## Trayectoria
Arrancó con la práctica del fútbol en el Club La Emilia de San Jorge para luego pasar al Club Atlético Unión en 2013; saldría campeona varias veces con Unión, pero por problemas en 2016 tuvo que dejar el fútbol hasta 2019 que volvería a vestirse rojiblanca y siendo la capitana del equipo.

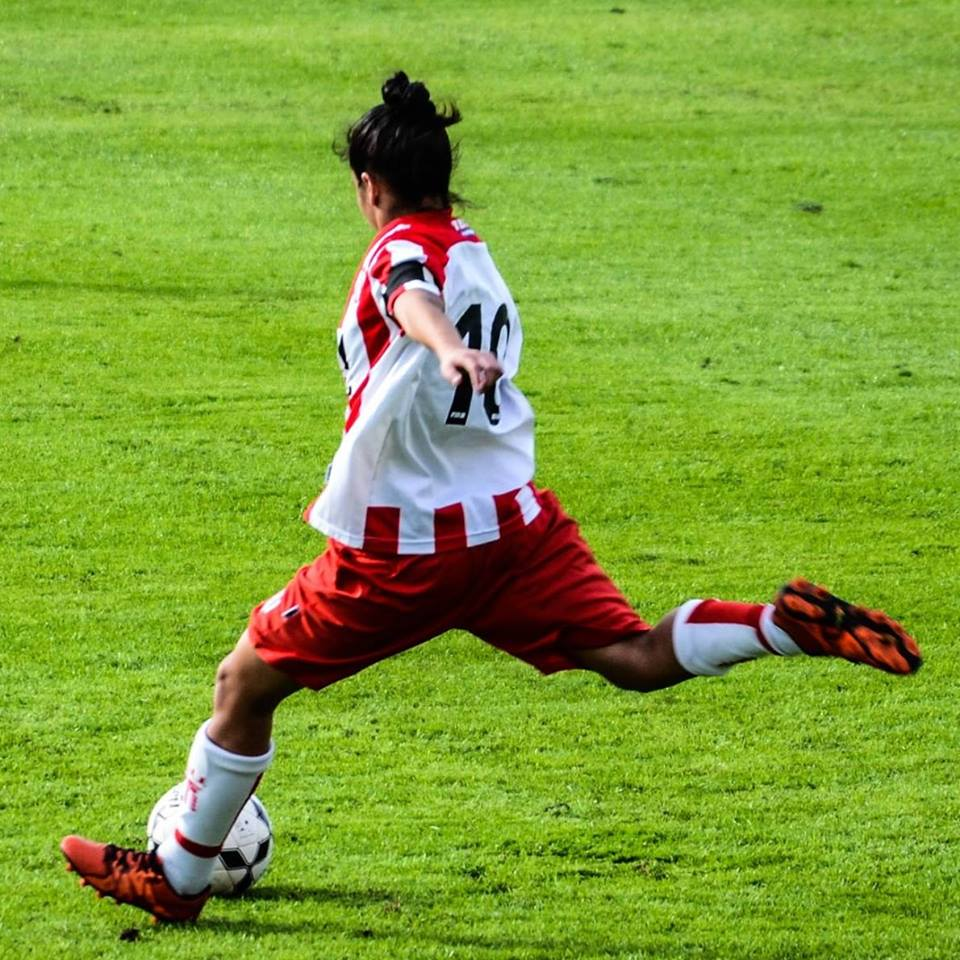
Mara Dominguez y el dorsal 10 del Club Atlético Unión de Santa Fe

Actualmente aparte de ser jugadora y tres veces campeona en el tatengue, es entrenadora del equipo infantil del fútbol femenino.

## Clubes
| Club             | País      | Año           |
| ---------------- | --------- | ------------- |
| Club La Emilia   | Argentina | 2012          |
| Unión (Santa Fe) | Argentina | 2013-2016     |
| Unión (Santa Fe) | Argentina | 2019-presente |

### Estadísticas
- Actualizado al 1 de Septiembre de 2024.

| Unión Argentina |       |                                             |                                             |                                             |                                             |                                             |                                             |                                             |                                             |                                             |                                             |                                             |                                             |                                             |                                             |                                             |                                             |                                             |                                             |                                             |
| 1.ª | 2013  | 0                                           | 0                                           | -                                           | -                                           | -                                           | -                                           | -                                           | -                                           | -                                           | -                                           | 0                                           | 0                                           |                                             |                                             |                                             |                                             |                                             |                                             |                                             |
| 1.ª | 2014  | 0                                           | 0                                           | -                                           | -                                           | -                                           | -                                           | -                                           | -                                           | -                                           | -                                           | 0                                           | 0                                           |                                             |                                             |                                             |                                             |                                             |                                             |                                             |
| 1.ª | 2015  | 0                                           | 0                                           | -                                           | -                                           | -                                           | -                                           | -                                           | -                                           | -                                           | -                                           | 0                                           | 0                                           |                                             |                                             |                                             |                                             |                                             |                                             |                                             |
| 1.ª | 2016  | 0                                           | 0                                           | -                                           | -                                           | -                                           | -                                           | -                                           | -                                           | -                                           | -                                           | 0                                           | 0                                           |                                             |                                             |                                             |                                             |                                             |                                             |                                             |
| 1.ª | 2019  | 0                                           | 0                                           | 5                                           | 0                                           | -                                           | -                                           | -                                           | -                                           | -                                           | -                                           | 5                                           | 0                                           |                                             |                                             |                                             |                                             |                                             |                                             |                                             |
| 1.ª | 2020  | Suspendido debido a la Pandemia de COVID-19 | Suspendido debido a la Pandemia de COVID-19 | Suspendido debido a la Pandemia de COVID-19 | Suspendido debido a la Pandemia de COVID-19 | Suspendido debido a la Pandemia de COVID-19 | Suspendido debido a la Pandemia de COVID-19 | Suspendido debido a la Pandemia de COVID-19 | Suspendido debido a la Pandemia de COVID-19 | Suspendido debido a la Pandemia de COVID-19 | Suspendido debido a la Pandemia de COVID-19 | Suspendido debido a la Pandemia de COVID-19 | Suspendido debido a la Pandemia de COVID-19 | Suspendido debido a la Pandemia de COVID-19 | Suspendido debido a la Pandemia de COVID-19 | Suspendido debido a la Pandemia de COVID-19 | Suspendido debido a la Pandemia de COVID-19 | Suspendido debido a la Pandemia de COVID-19 | Suspendido debido a la Pandemia de COVID-19 | Suspendido debido a la Pandemia de COVID-19 |
| 1.ª | 2021  | 11                                          | 6                                           | -                                           | -                                           | -                                           | -                                           | -                                           | -                                           | -                                           | -                                           | 11                                          | 6                                           |                                             |                                             |                                             |                                             |                                             |                                             |                                             |
| 1.ª | 2022  | 14                                          | 3                                           | 4                                           | 1                                           | -                                           | -                                           | -                                           | -                                           | -                                           | -                                           | 18                                          | 4                                           |                                             |                                             |                                             |                                             |                                             |                                             |                                             |
| 3.ª | 2023  | 0                                           | 0                                           | 0                                           | 0                                           | 16                                          | 2                                           | -                                           | -                                           | -                                           | -                                           | 16                                          | 2                                           |                                             |                                             |                                             |                                             |                                             |                                             |                                             |
| 2.ª | 2024  | 0                                           | 0                                           | 6                                           | 2                                           | 13                                          | 3                                           | -                                           | -                                           | -                                           | -                                           | 19                                          | 5                                           |                                             |                                             |                                             |                                             |                                             |                                             |                                             |
| Total | Total | 25                                          | 9                                           | 15                                          | 3                                           | 29                                          | 5                                           | 0                                           | 0                                           | -                                           | -                                           | 69                                          | 17                                          |                                             |                                             |                                             |                                             |                                             |                                             |                                             |
| (1) Incluye Liga Santafesina (Debido a la poca información que hay algunos datos pueden estar erróneos) (2) Incluye Torneo Provincial y Copa Santa Fe (3) Incluye Campeonato Argentino (4) Incluye Campeonato Nacional y Copa Federal (5) Incluye Copa Libertadores |       |                                             |                                             |                                             |                                             |                                             |                                             |                                             |                                             |                                             |                                             |                                             |                                             |                                             |                                             |                                             |                                             |                                             |                                             |                                             |

## Palmarés

### Campeonatos regionales
| Título      | Club             | País      | Año  |
| ----------- | ---------------- | --------- | ---- |
| Copa de Oro | Unión (Santa Fe) | Argentina | 2013 |
| Apertura    | Unión (Santa Fe) | Argentina | 2014 |
| Apertura    | Unión (Santa Fe) | Argentina | 2016 |
| Copa de Oro | Unión (Santa Fe) | Argentina | 2016 |
| Apertura    | Unión (Santa Fe) | Argentina | 2019 |
| Apertura    | Unión (Santa Fe) | Argentina | 2021 |
| Clausura    | Unión (Santa Fe) | Argentina | 2021 |
| Apertura    | Unión (Santa Fe) | Argentina | 2022 |

### Campeonatos provinciales
| Título        | Club             | País      | Año  |
| ------------- | ---------------- | --------- | ---- |
| Copa Santa Fe | Unión (Santa Fe) | Argentina | 2019 |
| Copa Santa Fe | Unión (Santa Fe) | Argentina | 2022 |